# Футбольный центр МФФ
Футбольный центр Монгольской футбольной федерации (монг. МХХ Хөлбөмбөгийн төв, англ. MFF Football Centre) — футбольный стадион, расположенный в Улан-Баторе, столице Монголии. Домашний стадион для сборной Монголии и большинства монгольских футбольных клубов из Улан-Батора.

## История
Во время МНР на территории современного Футбольного центра МФФ располагалась полащадка с трибуной и травяным покрытием, которая использовалась для проведения Наадамов. Для футбольных матчей использовался находящийся в непосредственной близости Центральный стадион.
Новый стадион МФФ был открыт 24 октября 2002 года. 15 марта 2011 года здесь встретились команды Филиппин и Монголии в отборочном туре Кубка вызова АФК 2012, в результате встречи монголы победили со счетом 2:1. В 2011 году здесь играли сборные Монголии и Мьянмы в отборочном туре Чемпионата мира по футболу 2014 и Монголия выиграла со счетом 1:0. С 2013 года на стадионе проводятся матчи Кубка Президента АФК, в частности, в 2014 году здесь были сыграны 3 матча групповой стадии, в которой монгольский клуб Эрчим стад лидером и вышел во второй тур.

## Основная информация
Вместимость трибун составляет 5000 человек. На стадионе уложено искусственное покрытие. По рейтингу стадионов УЕФА является стадионом  второй категории. Футбольный центр МФФ располагается недалеко от Национального стадиона Монголии.

## Интересные факты
- Единственным футбольным клубом Чемпионата Монголии из Улан-Батора, не использующим Футбольный центр МФФ как домашнюю площадку, является многократный чемпион Монголии «Эрчим», который пользуется собственной базой.[8]